# Cattedrale di San Vladimiro (Kiev)
La cattedrale di San Vladimiro (in ucraino Патріарший кафедральний собор св. Володимира?, Patriaršyj kafedral'nyj sobor svjatoho Volodymyra; in russo Кафедральный собор Святого Владимира?, Kafedral'nij sobor Svjatogo Vladimira o Владимирский собор, Vladimirskij sobor); conosciuta anche come Cattedrale Volodymyr'skyj, Cattedrale Vladimirskij) è una delle più grandi chiese di Kiev ed è collocata al centro della città.
È la Sede della Chiesa ortodossa ucraina del Patriarcato di Kiev.
L'interno è stato decorato da pittori, favorevoli al ritorno dei temi della storia degli antichi popoli russi, in stile neorusso o simbolista, come Michail Nesterov e Viktor Vasnecov.

## Storia

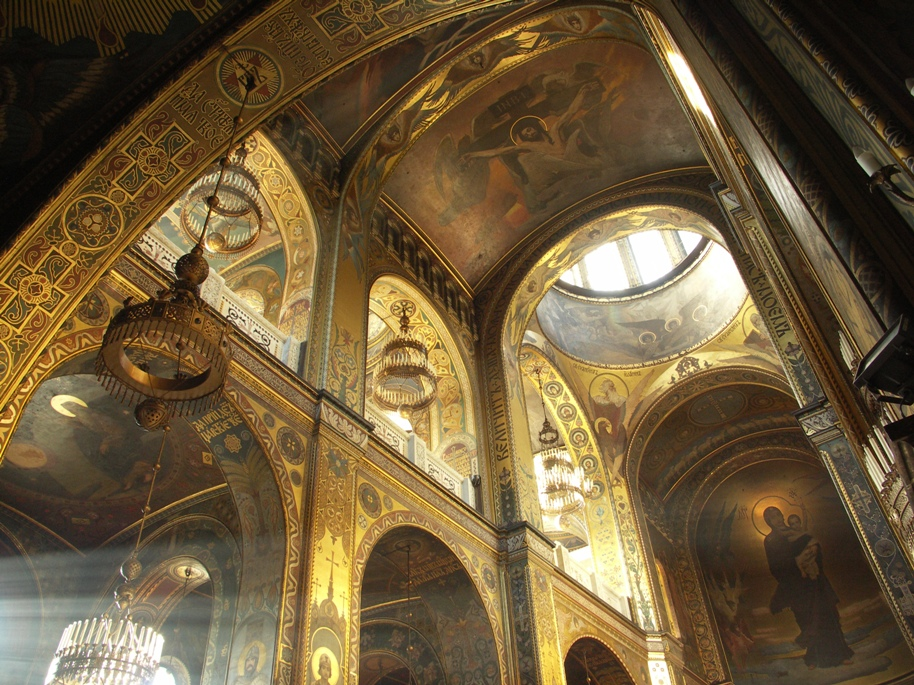
Interno della cattedrale

Nel 1852, il vescovo metropolitano Filarete di Mosca annunciò che una grande cattedrale sarebbe stata eretta a Kiev per commemorare il 900º anniversario della Conversione al Cristianesimo della Rus' di Kiev da parte del principe Vladimir I di Kiev (San Vladimiro). Le genti da ogni angolo dell'impero russo iniziarono immediatamente a fare donazioni tanto che, nel 1859 la fondazione per la cattedrale aveva ammassato l'enorme somma di 100.000 rubli. Il Monastero sulle Grotte di Kiev aveva prodotto un milione di mattoni che donò anch'esso alla cattedrale.
Il progetto, in stile neobizantino, iniziato dagli architetti Ivan Štrom, Pavel Sparro, Rudol'f Berngard, K. Majevskij, Volodymyr Nikolajev, venne portato a termine da Aleksandr Vikent'evič Beretti. La struttura è quella tradizionale: un tempio a sei navate, tre absidi coronato da sette cupole. La croce sulla cupola maggiore, raggiunge l'altezza di 49 m.

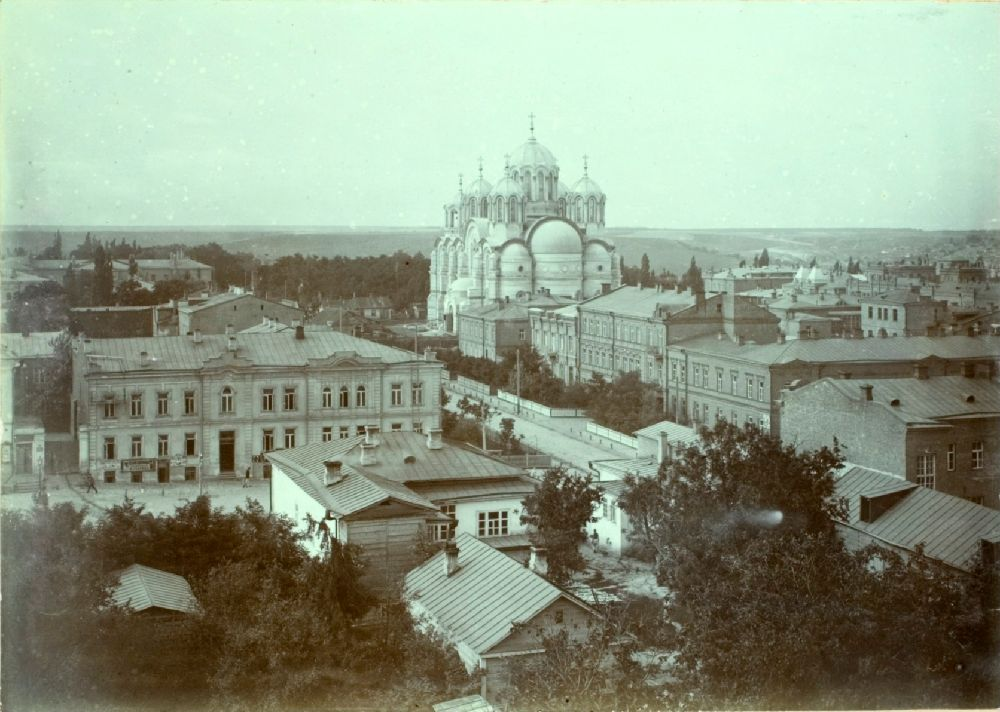
San Vladimiro, Kiev, Department of Image Collections, National Gallery of Art Library, Washington, DC

La cattedrale venne completata nel 1882, tuttavia, la decorazione degli interni fu terminata solo nel 1896.
La solenne consacrazione della cattedrale ebbe luogo, alla presenza dello zar Nicola II e di sua moglie l'imperatrice Alessandra Fëdorovna, il 20 agosto 1896.
La cattedrale rischiò di essere danneggiata durante la Guerra sovietico-polacca del 1920.. Durante il periodo sovietico, la cattedrale riuscì a scampare alla demolizione ma non alla chiusura. Nel corso della seconda guerra mondiale divenne un museo della religione e dell'ateismo. Le reliquie di Santa Barbara, una martire del terzo secolo, vi furono traslate dal monastero dorato di San Michele prima che venisse distrutto nel 1934. Dopo la guerra la cattedrale venne riaperta, ed era uno dei pochi posti dell'URSS dove i turisti potevano visitare una chiesa ortodossa funzionante.

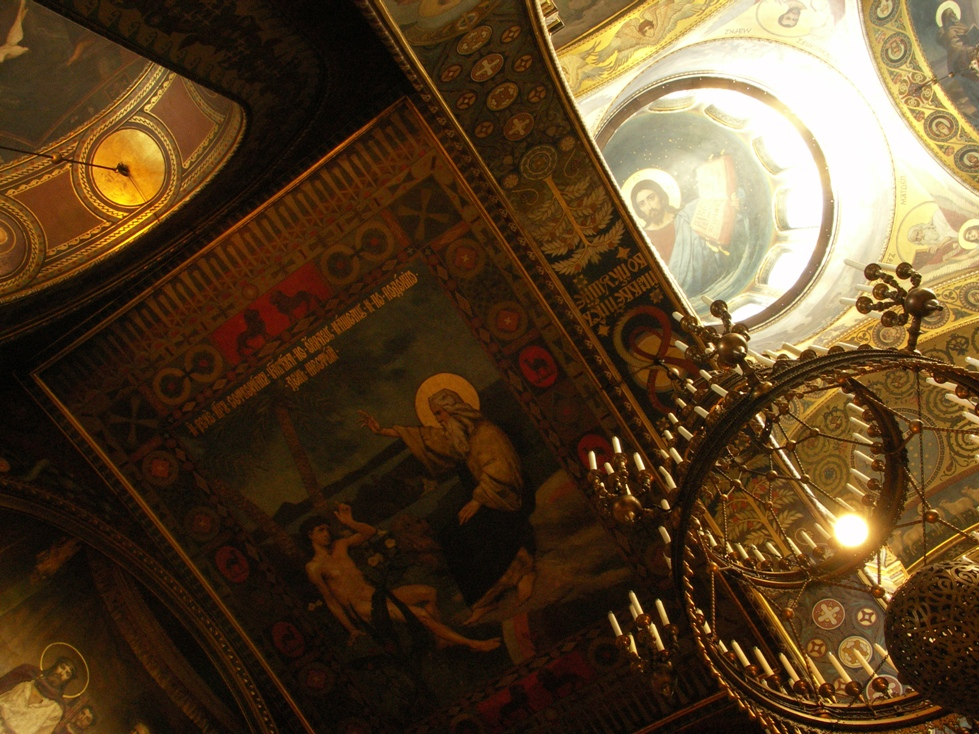
Soffitto della cattedrale.

Dopo la dissoluzione dell'Unione Sovietica, scoppiò una controversia sull'appartenenza della cattedrale tra la Chiesa ortodossa ucraina (Patriarcato di Mosca), una chiesa dipendente dal patriarca moscovita, ma con uno status autonomo, e la nuova Chiesa ortodossa ucraina del Patriarcato di Kiev, che, ultimamente, è riuscita ad ottenere il controllo sulla cattedrale.

## Galleria d'immagini

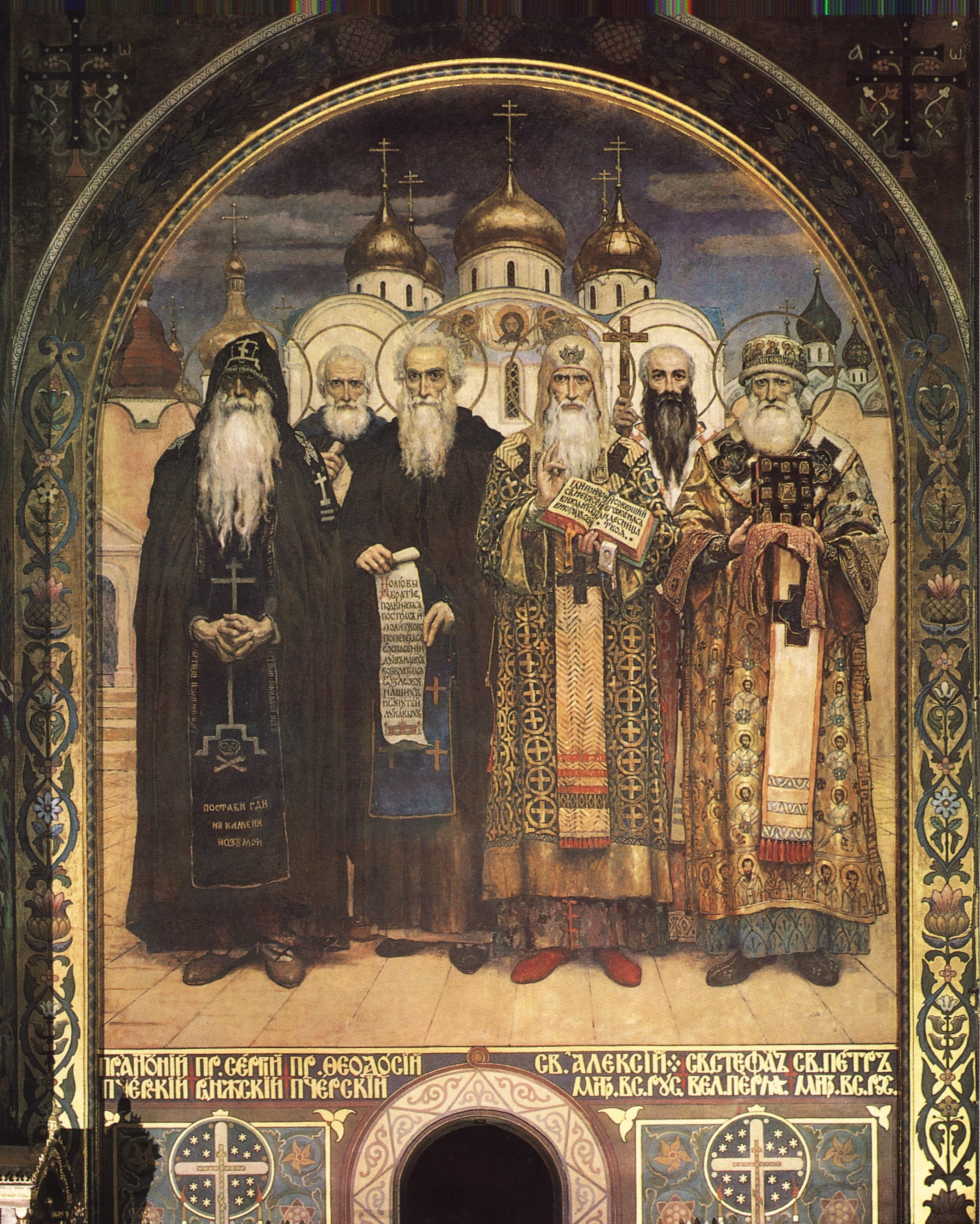
Vescovi Russi (V. Vasnecov)
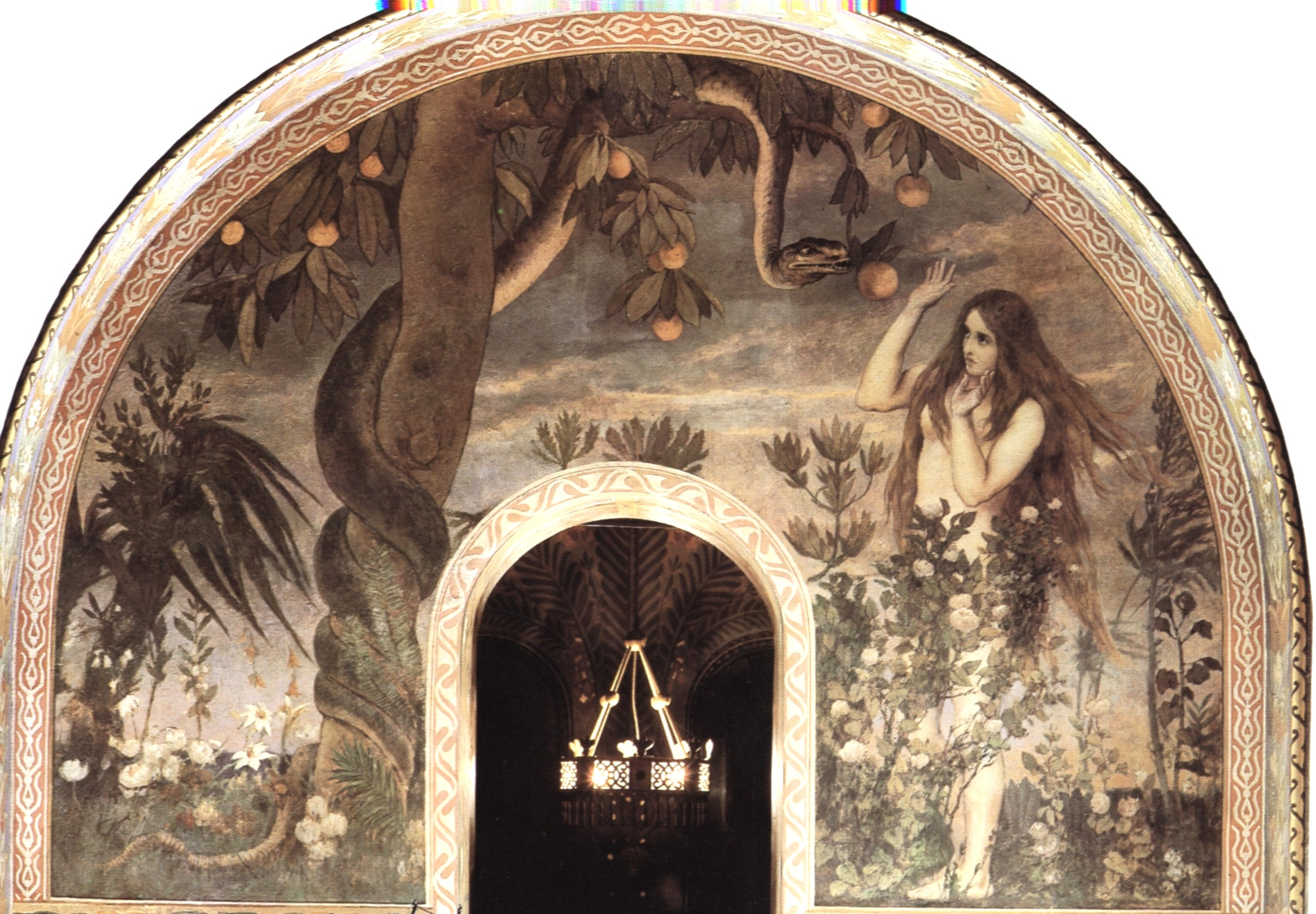
Tentazione di Eva (V. Vasnecov)
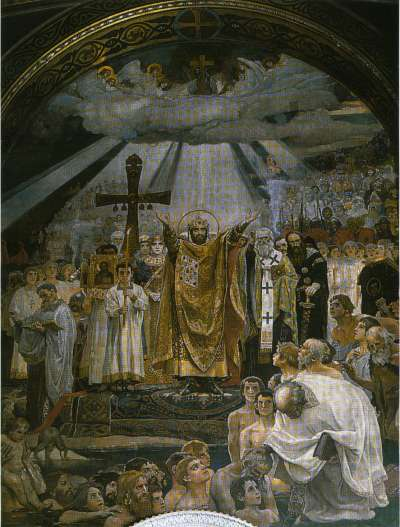
Battesimo dei cittadini di Kiev (V. Vasnecov)
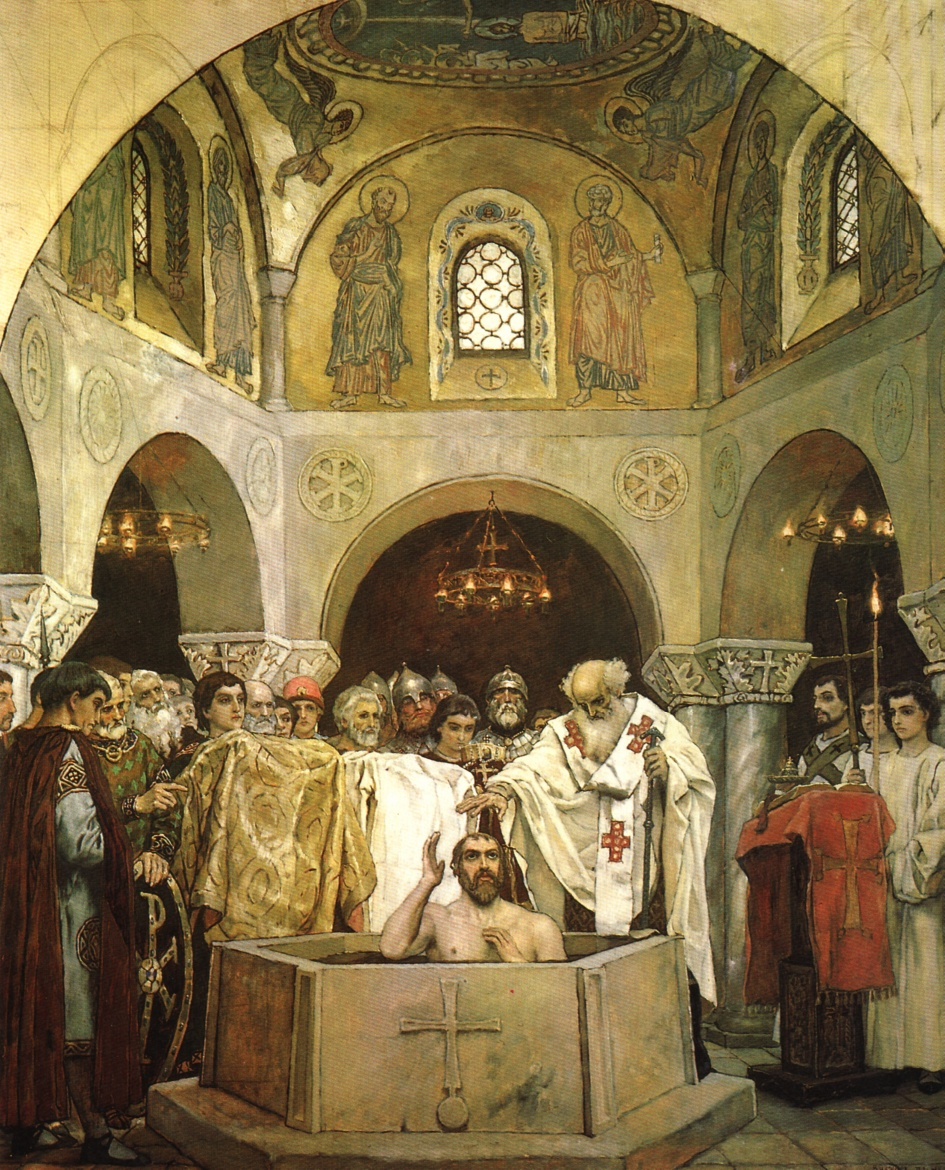
Battesimo di Vladimir I (V. Vasnecov)